# Walkertshofen
Walkertshofen település Németországban, azon belül Bajorországban. Lakosainak száma 1198 fő (2023. december 31.).

## Népesség
A település népessége az elmúlt években az alábbi módon változott:
| Lakosok száma | 520  | 871  | 850  | 846  | 1158 | 1155 | 1100 | 1089 | 1134 | 1198 |
|               | 1875 | 1950 | 1975 | 1987 | 2012 | 2014 | 2016 | 2017 | 2021 | 2023 |